# Sarcophaga keiseri
Sarcophaga keiseri är en tvåvingeart som beskrevs av Zumpt 1964. Sarcophaga keiseri ingår i släktet Sarcophaga och familjen köttflugor.
Artens utbredningsområde är Madagaskar. Inga underarter finns listade i Catalogue of Life.